# Сайлиг
Сільське поселення (сумон) Сайлиг (рос. Сайлыг) входить до складу Чеді-Хольського кожууна Республіки Тива Російської Федерації. Адміністративний центр — село Сайлиг.

## Населення
Населення сумона станом на 1 січня року:
| Рік    | 2011 | 2012 | 2013 | 2014 | 2015 |
| ------ | ---- | ---- | ---- | ---- | ---- |
| Насел. | 1145 | 1154 | 1166 | 1124 | 1134 |